# Jennelter Kirche

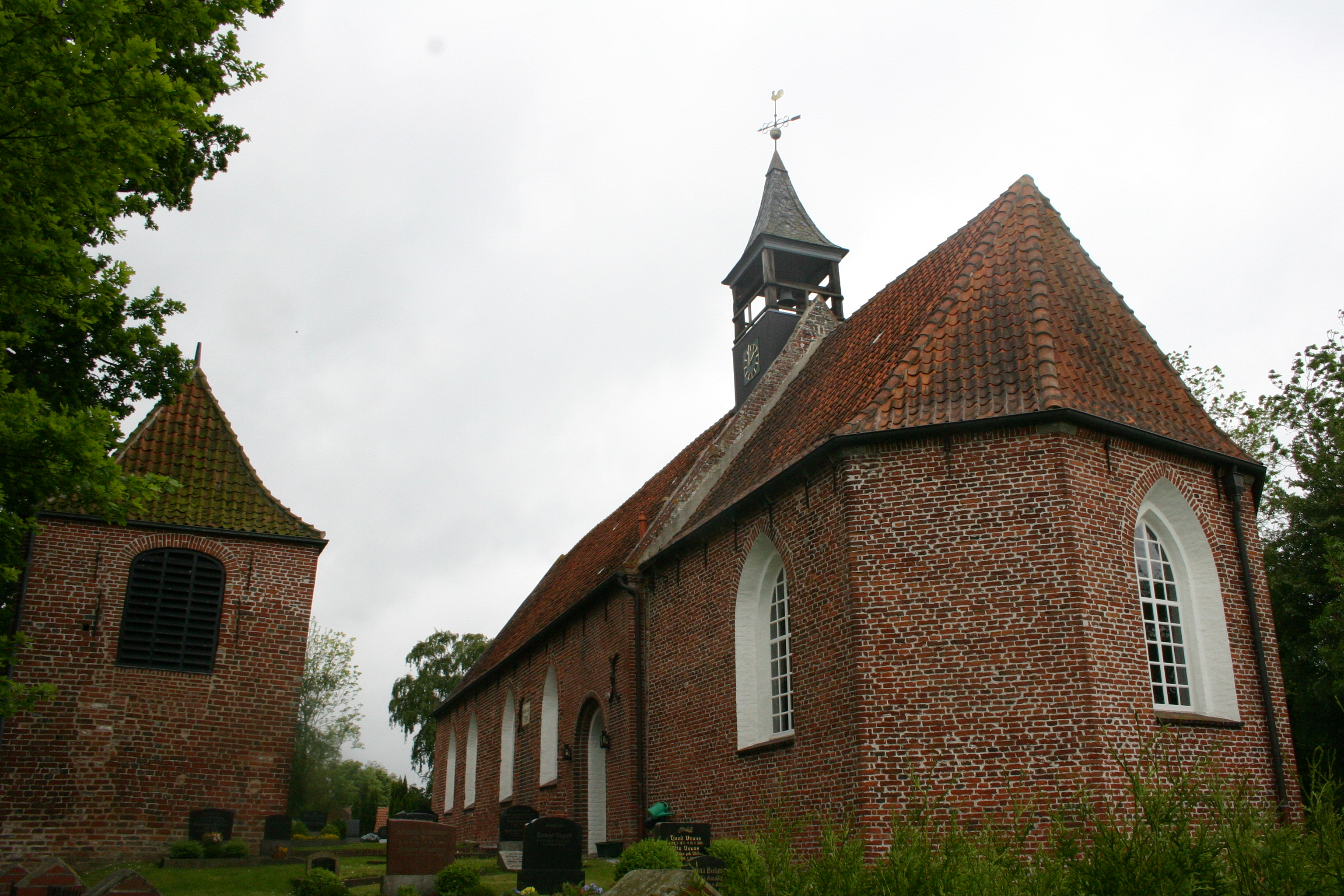
Reformierte Kirche

Die evangelisch-reformierte Jennelter Kirche steht im ostfriesischen Ort Jennelt, in der Krummhörn.

## Geschichte

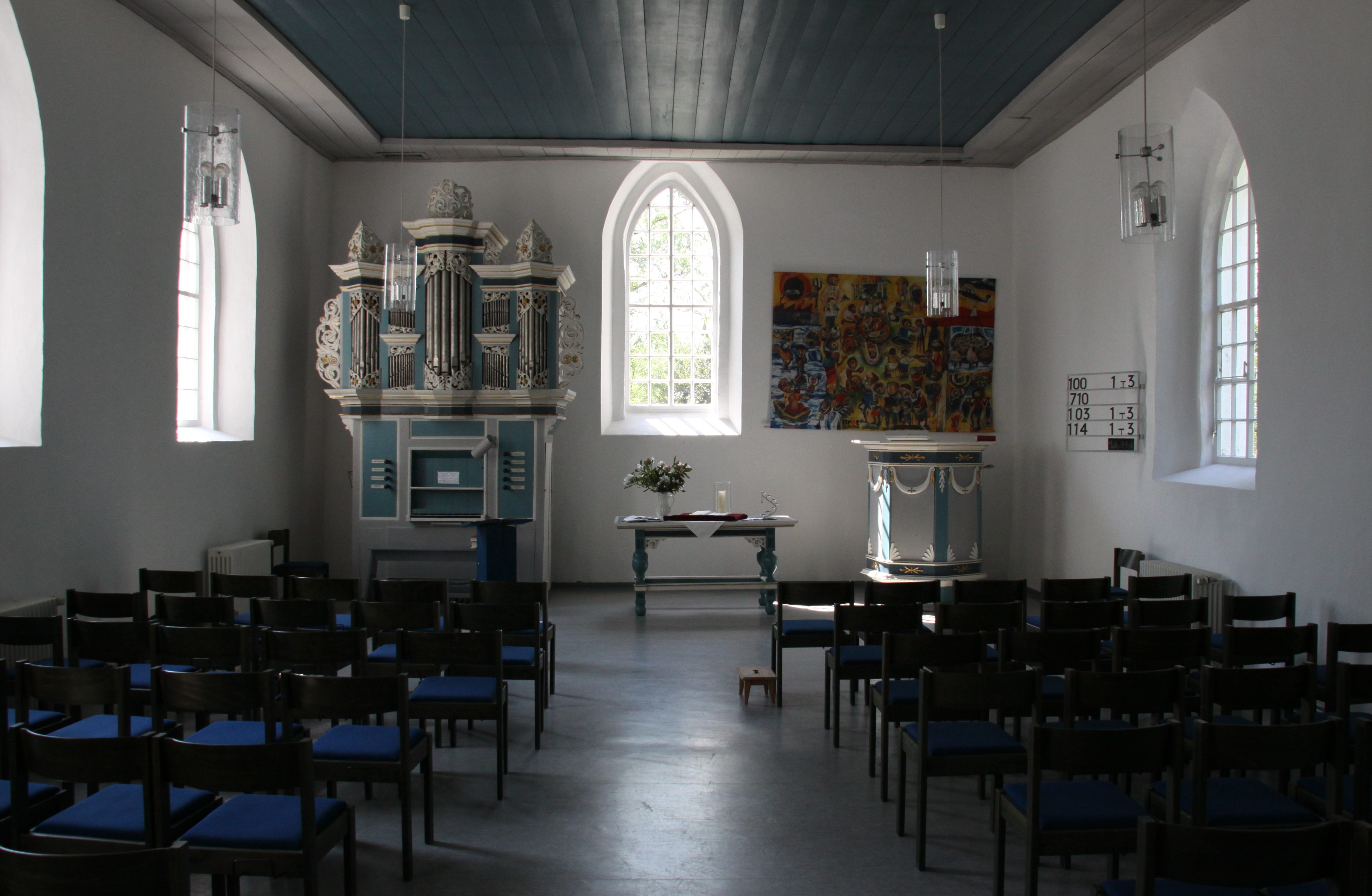
Der Kirchenraum (2011)

Das Warftendorf Jennelt wird erstmals als Geinleth im 8./9. Jahrhundert erwähnt. Daher wird vermutet, dass die heutige Kirche einen Vorgängerbau hatte, von dem bislang noch keine Spuren entdeckt wurden. Der heutige Bau wurde in der letzten Hälfte des 13. Jahrhunderts als Einraumkirche auf der Westseite der langgestreckten Dorfwarft erbaut.
Nach der Reformation bekannte sich die Gemeinde zum Reformierten Glauben. Die Kirche wurde den neuen Bedürfnissen angepasst. Alle Bildwerke wurden entfernt und das Gebäude zu einer Predigtkirche umgebaut. Der Kanzel wurde im Zentrum an der Südseite aufgestellt. Um sie herum gruppierten sich die auf sie ausgerichteten Bänke. An der West- und Ostseite befanden sich, etwas erhöht, die Bänke für die Bauernfamilien. Das Abendmahl wurde im abgetrennten Chorraum gefeiert.
Im späten 16. Jahrhundert fiel der Ort an die Familie Innhausen und Knyphausen. Unter ihrer Herrschaft wurde der Ort eine Herrlichkeit. Der bedeutendste Vertreter der Familie, Dodo zu Inn- und Knyphausen, ließ um 1604 den polygonalen Chorraum und die Gruft an die Kirche anbauen. Dort sollten künftig die Mitglieder des Adelsgeschlechts beerdigt werden. Nach seinem Tod in der Schlacht bei Haselünne wurde Dodo 1636 in Jennelt in einem Prunksarg beigesetzt. Auch seine Frau, Anna von Schade, fand in der Gruft ihre letzte Ruhestätte.
Im Jahre 1971 wurde die Kirche erneut umgebaut. Der Eingang wurde an die heutige Stelle verlegt und Mauern in das Gebäude gezogen. So entstanden ein Flur, ein Gruppenraum und ein Kirchraum. Von der ursprünglichen Ausstattung blieben lediglich ein Rest der Kanzel sowie der Abendmahlstisch erhalten.

## Baubeschreibung
Die Jennelter Kirche ist eine Einraumkirche, die ursprünglich im Stil der Romanik errichtet wurde. Auf das Ostende des Firstes ist ein Dachreiter aufgesetzt. Chor und Schiff sind außen deutlich durch eine Baunaht voneinander getrennt. Innen verbindet nur ein schmaler Durchgang beide Gebäudeteile, von denen der Chor gegenüber dem Schiff um etwa 60 cm erhöht ist. Zu Zeiten seiner Erbauung hatte das Gebäude Eingänge an der Nord- und Südseite. Das Portal an der Südseite befand sich unter einer Inschrift aus dem Jahre 1870, am Nordeingang sind noch die Reste einer Türschwelle zu erkennen. An der Westseite befand sich offenbar ein weiterer, größerer Eingang. Heute wird die Kirche durch ein Südportal betreten. Bis zum Anbau des Chores befand sich der Altar an der Ostseite der Kirche.
Es gibt einige Hinweise darauf, dass sich in diesem Bereich der Kirche auch ein kleines gemauertes Gewölbe befunden hat.
Von den ursprünglich schmalen romanischen Fenstern blieben einige im Chorraum am ehemaligen Ostgiebel erhalten. Die restlichen wurden nach der Reformation vergrößert, um mehr Licht in das Gebäude zu lassen. Diese spitzbogigen Fenster ohne Maßwerk geben der Kirche ihr heutiges, spätgotisches Aussehen.
Südlich der Hauptbaus steht ein Glockenturm des geschlossenen Typs.

## Ausstattung
In der Gruft befinden sich zwei kunsthistorisch bedeutende Barocke Sarkophage, von denen der für Dodo zu Inn- und Knyphausen mit Kupfertreibarbeiten verziert ist, während der für seinen Sohn Adam ganz aus Kupfer besteht und mit Rankenmalereien sowie Darstellungen der Tugenden versehen ist. Die weiteren Sarkophage bestehen ebenfalls aus Kupfer und sind Werke des 17. Jahrhunderts.

## Orgel

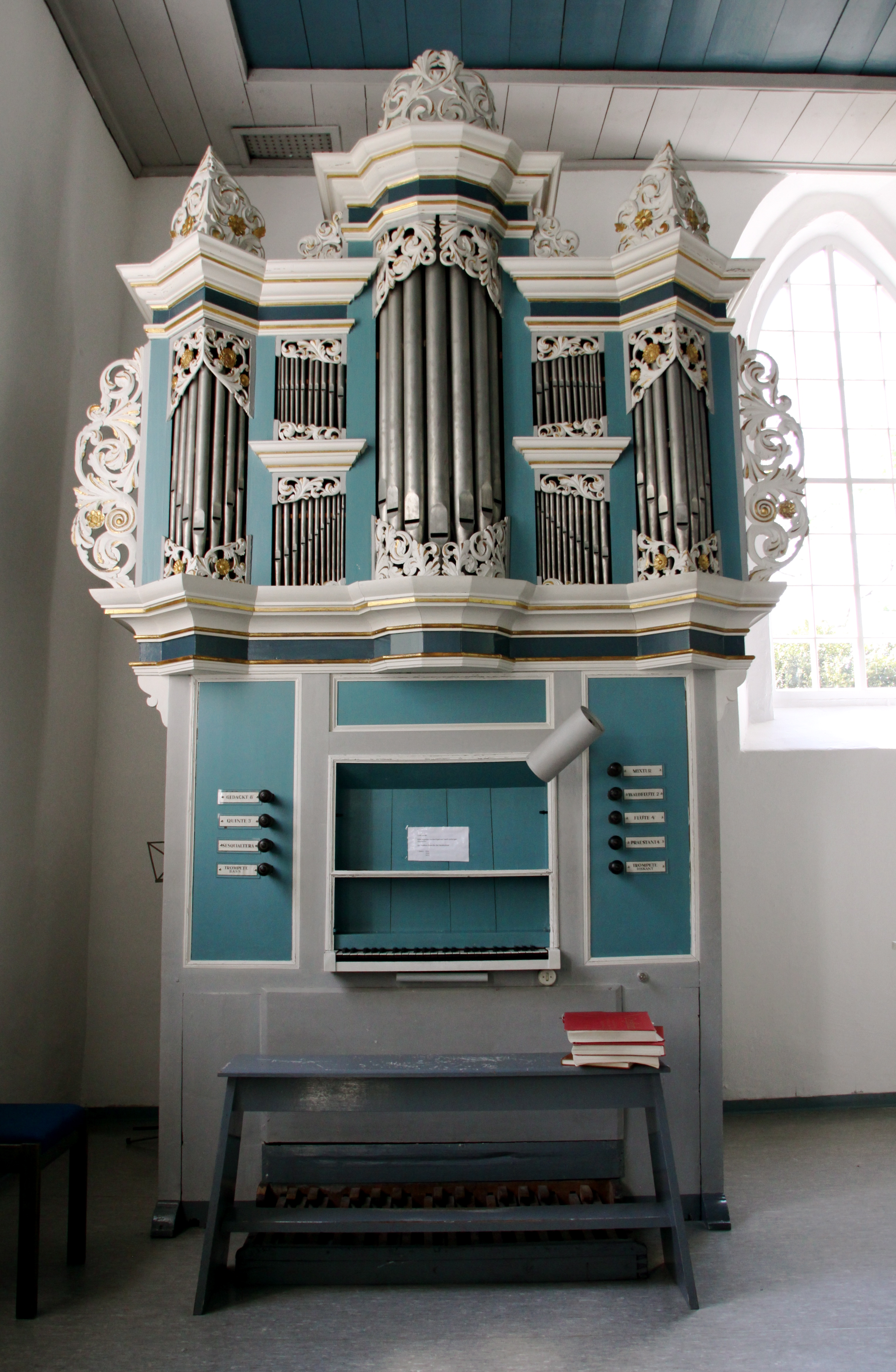
Die Orgel

Die Orgel stammt aus dem Jahr 1738 und wurde von Johann Friedrich Constabel gebaut. Sie steht erst seit 1970 in Jennelt. Ursprünglich war sie in der Bargeburer Kirche aufgestellt. Nachdem Bargebur ein größeres Instrument erhalten hatte, wurde die Orgel 1864 nach Hamswehrum verkauft und in der dortigen St.-Maria-Kirche aufgestellt. Im Jahre 1969 wurde die Orgel durch Ahrend & Brunzema restauriert und danach in Jennelt auf dem Fußboden vor der Westwand aufgestellt. Das Instrument besitzt acht Register auf einem Manual und angehängtem Pedal. Die Disposition ist wie folgt:
| Manual C–c3 |                 |    |   |
| 1.          | Praestant       | 4′ | A |
| 2.          | Gedackt         | 8′ | C |
| 3.          | Flöte           | 4′ | C |
| 4.          | Quinte          | 3′ | C |
| 5.          | Waldflöte       | 2′ | C |
| 6.          | Sesquialtera II |    | A |
| 7.          | Mixtur III      |    | C |
| 8.          | Trompete B/D    | 8′ | A |

| Pedal C–d1 |           |
|            | angehängt |

C = Johann Friedrich Constabel, Wittmund (1738)
A = Ahrend & Brunzema, Loga (1969)